# Jo Jin-woong
Dans ce nom coréen, le nom de famille, Jo, précède le nom personnel.
Jo Jin-woong est un acteur coréen, né le 3 mars 1976 à Busan.

## Filmographie

### Films
- 2004 : Once Upon A Time In Highschool (말죽거리 잔혹사) de Yoo Ha
- 2004 : My Brother (우리형) de Ahn Kwon-tae
- 2005 : Running Wild (야수) de Kim Seong-soo
- 2006 : A Dirty Carnival (비열한 거리) de Yoo Ha
- 2006 : Les Formidables (강적) de Jo Min-ho
- 2006 : Gangster High (폭력써클) de Park Ki-hyeong
- 2007 : Last Present (마지막 선물) de Kim Yeong-joon : Baek In-cheol
- 2008 : My New Partner (마이 뉴 파트너) de Kim Jong-hyeon : Jeong Yeong-cheol
- 2008 : The Guard Post (GP506) de Kong Soo-chang
- 2008 : Spare (스페어) de Lee Seong-han : la voix du trafiquant
- 2008 : Lost and Found (달콤한 거짓말) de Jeong Jeong-hwa : Jeong Han-sang
- 2008 : A Frozen Flower (쌍화점) de Yoo Ha : caméo
- 2009 : Fly, Penguin (날아라 펭귄) de Yim Soon-rye : Han Chang-soo
- 2009 : City of Fathers (부산 - 父.山) de Park Ji-won : Han Sang-goo
- 2010 : Bestseller (베스트셀러) de Lee Jeong-ho : Chan-sik
- 2010 : Barefoot Dream (맨발의 꿈) de Kim Tae-gyoon : James (caméo)
- 2011 : GLove (글러브) de Kang Woo-seok : Charles
- 2011 : Gojijeon (고지전) de Jang Hoon : Yoo Jae-ho
- 2011 : Perfect Game (퍼펙트 게임) de Park Hee-gon : Kim Yong-cheol
- 2012 : Nameless Gangster (범죄와의 전쟁 : 나쁜놈들 전성시대) de Yoon Jong-bin : Kim Pan-ho
- 2012 : A Millionaire on the Run (5백만불의 사나이) de Kim Ik-ro : Kim Seung-dae (caméo)
- 2012 : Suspect X (용의자X) de Bang Eun-jin : Min-beom
- 2012 : Man on the Edge (박수건달) de Jo Jin-kyoo : le procureur
- 2013 : An Ethics Lesson (분노의 윤리학) de Park Myeong-rang : Myeong-rok
- 2013 : My Paparoti (파파로티) de Yoon Jong-chan : Chang-soo
- 2013 : Hwayi (화이 : 괴물을 삼킨 아이) de Jang Joon-hwan : Seok-tae
- 2015 : Hard Day (끝까지 간다) de Kim Seong-hoon : Park Chang-min
- 2016 : Mademoiselle (아가씨) de Park Chan-wook : l'oncle
- 2016 : The Hunt (사냥) de Lee Woo-chul : Park Dong-geun / Park Myung-geun
- 2016 : Blue Busking (en) d'An Jae-seok
- 2017 : Bluebeard de Lee Soo-yeon : Seong-hoon
- 2017 : The Sheriff in Town de Kim Hyung-ju : Jong-jin
- 2017 : The Outlaws de  Kang Yoon-sung : le chef d'unité régionale d'enquête
- 2017 : Man of Will (en) de Lee Won-tae : Kim Chang-soo
- 2018 : The Spy Gone North de Yoon Jong-bin : Choi Hak-seong
- 2018 : Believer de Lee Hae-Young : Won-ho
- 2018 : Intimate Strangers de Lee Jae-gyu : Seok-ho
- 2019 : Man of Men de Yong Soo
- 2019 : Black Money de Jeong Ji-yeong

### Séries télévisées
- 2007 : Romance Hunter (로맨스 헌터) de Jeong Heum-moon : Park Choel-gi
- 2009 : My Too Perfect Sons (솔약국집 아들들) de Lee Jae-sang : Brutus Lee
- 2009 : Hot Blood (열혈장사꾼) de Ji Byeong-hyeon et Song Hyeon-wook : Soon-gil
- 2010 : The Slave Hunters (추노 - 推奴) de Kwak Jeong-hwan : Kwak Han-seom
- 2010 : A Man Called God (신이라 불리운 사나이) de Lee Hyeong-seon : Jang-ho
- 2010 : Flame of Desire (욕망의 불꽃) de Baek Ho-min : Kang Joon-goo
- 2011 : Believe in Love (사랑을 믿어요) de Lee Jae-sang : Kim Cheol-soo
- 2011 : Deep-rooted Tree (뿌리깊은 나무) de Jang Tae-yoo : Moo-hyool
- 2016 : Signal de Kim Eun-hee : Lee Jae-han